# 海蛇灣
海蛇灣（英語：Sea Serpent Cove），是南極洲的海灣，位於南桑威奇群島的坎德爾默斯島西部，處於塔阿爾火山東南面1.9公里，在1930年由英國研究隊繪入地圖和命名，由英國海外領土管轄。